# Михайлинин Михайло
Миха́йло Михайли́нин (нар. у селі Жукові, Тлумацького району, Івано-Франківської області) — у минулому ведучий програми українського телебачення для малят «Дитяче віконце», засновник спільноти для розумово-неповносправних дітей всієї України «Божий Промінчик», а також публіцист який друкується в українській пресі та в україномовних газетах діаспори США, «Америка» та «Свобода». Також виступає на Канадському радіо.

## Біографія
Михайло Михайлинин багато років працював у районній та обласній газетах, був кореспондентом обласного радіо, дописував до газети «Нова Зоря». Його покликання — працювати для дітей, стало основним принципом його життя. В місті Коломиї Михайло довший час працював у Телерадіомовній компанії «Коломия». де був редактором і ведучим популярної програми для дітей «Дитяче віконце», головними героями якої були маленькі коломияни, які приходили на телебачення, щоб у «Дитячому віконці» розказати віршик чи заспівати пісню. Автор програми дуже цікаво розказував казки, які переважно сам створював для дітей. Також на телебаченні Михайло Михайлинин заснував релігійні програми «Стежинка до Бога» та «За покликом серця», які користувалися великою популярністю. Він першим у місті Коломиї подав до ефіру Святу Літургію, Хресну Дорогу, де був блискучим коментатором. Згодом Михайло був кореспондентом від Коломиї на Чернівецькому Сіті — Радіо 100 FM. Коли у Коломиї створили «Притулок» для дітей-сиріт, його запросили сюди працювати вихователем. Михайло має дуже добрий, індивідуальний підхід до кожної дитини.
Згодом покликання працювати з бідними та покинутими дітьми привело Михайла до Міжнародної Громади Брати Милосердя. Він 3 роки навчався в Бельгії в Міжнародному інституті, щоб більше поглибити свої знання та набути практичного досвіду з такими вихованцями. Тут отримав диплом Європейського значення.
Тепер Михайло Михайлинин працює у сиротинці в м.Бережани, Тернопільської області, він є засновником спільноти для розумово-неповносправних дітей всієї України «Божий Промінчик», свої статті друкує в Українській пресі, в україномовних газетах, які виходять в США — «Америка» та «Свобода», також виступає на Канадському радіо, в програмі «Радуйся, Маріє!», яка виходить щосуботи в Торонто.